# هاري بيشوب
هاري بيشوب (بالإنجليزية: Harry Bishop)‏ هو سياسي أمريكي، ولد في 1865، وتوفي في 12 مايو 1920. حزبياً، نشط في الحزب الديمقراطي.